# Sigean
Sigean (occitan: Sijan) là một xã của Pháp, nằm ở tỉnh Aude trong vùng Occitanie.
Người dân địa phương trong tiếng Pháp gọi là Sigeanais.

## Hành chính
| Liste des maires successif             |           |                 |      |         |
| Giai đoạn                              | Giai đoạn | Tên             | Đảng | Tư cách |
| mars 1983                              | 2001      | Jacques Mourrut | PCF  |         |
| mars 2001                              | 2008      | Claude Poncet   |      |         |
| mars 2008                              | 2014      | Roger Combes    |      |         |
| Tất cả các dữ liệu trước đây không rõ. |           |                 |      |         |

## Thông tin nhân khẩu
| Năm | 1962  | 1968  | 1975  | 1982  | 1990  | 1999  |
| --- | ----- | ----- | ----- | ----- | ----- | ----- |
| Dân số | 2 555 | 3 033 | 3 027 | 3 058 | 3 373 | 4 049 |
| From the year 1968 on: No double counting—residents of multiple communes (e.g. students and military personnel) are counted only once. |       |       |       |       |       |       |

## Nhân vật nổi bật
- Louis Martrou
- Henri Ferrero
- Yves Malquier
- Antoine Cayrel
- Gérard viard